# San Sebastiano al Vesuvio
San Sebastiano al Vesuvio es un municipio italiano localizado en la ciudad metropolitana de Nápoles, región de Campania. Cuenta con 9.179 habitantes en 2,65 km².
Limita con los municipios de Cercola, Ercolano, Massa di Somma, Nápoles y San Giorgio a Cremano.
Fue parcialmente arrasado por la erupción del Vesubio de 1944; reconstruido, ahora tiene un aspecto moderno. Toma el nombre de su santo patrón, San Sebastián.
Su área municipal está situada en el parque nacional del Vesubio.

## Demografía
| Gráfica de evolución demográfica de San Sebastiano al Vesuvio entre 1861 y 2011 |
|                                                                                 |
| Fuente ISTAT - elaboración gráfica de Wikipedia                                 |